# Server Ibragimov
Server Ibragimov (28 de noviembre de 1978) es un deportista uzbeko que compitió en tiro adaptado. Ganó dos medallas en los Juegos Paralímpicos de Verano, bronce en Río de Janeiro 2016 y plata en París 2024.

## Palmarés internacional
| Juegos Paralímpicos | Juegos Paralímpicos     | Juegos Paralímpicos | Juegos Paralímpicos      |
| Año                 | Lugar                   | Medalla             | Prueba                   |
| ------------------- | ----------------------- | ------------------- | ------------------------ |
| 2016                | Río de Janeiro (Brasil) | Medalla de bronce   | Pistola de aire 10 m SH1 |
| 2024                | París (Francia)         | Medalla de plata    | Pistola 50 m SH1 mixto   |